# Rewal
Rewal je selo u Poljskoj, u Zapadnopomeranskom vojvodstvu, na Baltičkom moru. Rewal se nalazi 30 km zapadno od grada Kołobrzega. Graniči sa selom Trzęsacz. Selo ima 984 stanovnika a prvi put spominje 1434. godine.